# Rafał Łatka
Rafał Maciej Łatka (ur. 14 maja 1985 w Krakowie) – polski historyk i politolog, doktor habilitowany nauk humanistycznych, profesor w Instytucie Historii Uniwersytetu Kardynała Stefana Wyszyńskiego. Specjalizuje się w historii najnowszej Polski, ze szczególnym uwzględnieniem dziejów Kościoła katolickiego w XX wieku.

## Życiorys
Ukończył XI Liceum Ogólnokształcące im. Marii Dąbrowskiej w Krakowie, a następnie studia w zakresie nauk politycznych na Wydziale Studiów Międzynarodowych i Politycznych Uniwersytetu Jagiellońskiego (2009). Stopień naukowy doktora uzyskał na tej samej uczelni na podstawie pracy: Polityka władz Polskiej Rzeczpospolitej Ludowej wobec Kościoła katolickiego w województwie krakowskim w latach 1980–1989 (2014; promotor – Antoni Dudek), stopień naukowy doktora habilitowanego uzyskał na Uniwersytecie Stefana Kardynała Wyszyńskiego na podstawie pracy: Episkopat Polski wobec stosunków państwo-Kościół i rzeczywistości społeczno-politycznej PRL 1970–1989 oraz dorobku naukowego (2020). Od 2022 r. zatrudniony na stanowisku profesora uczelni w Instytucie Historii UKSW w Katedrze Historii XIX i XX wieku. 
Pracuje w Wydziale Historii Polski w latach 1945–1990 Biura Badań Historycznych Instytutu Pamięci Narodowej. Pełni funkcje koordynatora Centralnego Projektu Badawczego IPN: „Władze komunistyczne wobec Kościołów i związków wyznaniowych w Polsce 1944–1989”. Redaktor serii wydawniczych: „Kościół katolicki w dokumentach”; „Biskupi w realiach komunistycznego państwa”; „Urząd do spraw Wyznań: struktury, działalność, ludzie”.
Członek redakcji czasopism naukowych: „Glaukopis”, "Komunizm: system-ludzie-dokumentacja", "Seaculum Christianum". 
Publikował na łamach czasopism naukowych: „Dziejów Najnowszych”, „Glaukopisu”, „Komunizm: system-ludzie-dokumentacja”, "Kwartalnika Historycznego", „Pamięci i Sprawiedliwości’, „Politeji”, „Polish Biographical Studies”, „Res Historica”, „Seminare”, „Studia Theologica Varsaviensia”, „Studiów z dziejów Rosji i Europy Środkowo-Wschodniej”, „Zeszytach Historycznych WiN-u”. 
Stały współpracownik czasopisma „W Sieci Historii”. Publikował także w innych czasopismach m.in. w: "Biuletynie IPN", "Do Rzeczy", "Gościu Niedzielnym", "Niedzieli", "Nowych Książkach", "W Sieci", "Rzeczpospolitej".
Za książkę: Episkopat Polski wobec stosunków państwo-Kościół i rzeczywistości społeczno-politycznej PRL 1970–1989, która była podstawą nadania stopnia doktora habilitowanego otrzymał w 2019 nagrodę Książka Historyczna Roku im. Oskara Haleckiego w kategorii „Najlepsza książka naukowa poświęcona dziejom Polski i Polaków w XX wieku” oraz w 2021 Nagrodę Prezesa Rady Ministrów w kategorii wysoko ocenione osiągnięcia naukowe. Laureat pięciu nagród Feniks przyznawanych przez Stowarzyszenie Wydawców Katolickich.

## Wybrane publikacje
- Józef Keller – ksiądz, profesor, donosiciel, apostata, marksistowski religioznawca. Przypadek tajnego współpracownika „Ostrożny”/ „Adam Piotrowski”, wybór, wstęp, oprac., R. Łatka, P. Pleskot, Warszawa 2024
- Prymas Stefan Wyszyński i Episkopat Polski, red. Rafał Łatka, Dominik Zamiatała, Warszawa 2023
- Rafał Łatka, Prymas Stefan Wyszyński w realiach PRL, Warszawa 2022, IDMN, Instytut De Republica
- Słownik biograficzny polskiego katolicyzmu społecznego, tom 1-7, red. Rafał Łatka, Warszawa 2020-2024, Wydawnictwo Neriton i IDMN
- Biskupi w rzeczywistości politycznej Polski "ludowej". Studia i szkice, Warszawa 2020, Wydawnictwo Neriton i IDMN
- (współautor: Filip Musiał) "Dialog należy kontynuować…”. Rozmowy operacyjne Służby Bezpieczeństwa z ks. Henrykiem Gulbinowiczem 1969-1985. Studium przypadku, Warszawa 2020, Wydawnictwo IPN
- Rozmowy operacyjne funkcjonariuszy SB z kardynałem Henrykiem Gulbinowiczem (1969–1985), „Glaukopis” 2020, nr 37, s. 140–198[8]
- (współautorzy: Beata Mackiewicz, Dominik Zamiatała) Prymas Stefan Wyszyński. Biografia, Warszawa 2020, Wydawnictwo IPN
- (redakcja) Urząd ds. Wyznań: struktury, działalność, ludzie. Tom 1: struktury wojewódzkie i wybrane aspekty działalności, Warszawa 2020, Wydawnictwo IPN
- (redakcja, wspólnie z Markiem Kornatem) Polskie wizje i oceny komunizmu (1917–1989), Warszawa 2020, Wydawnictwo IPN, Wydawnictwo IH PAN
- (redakcja) Biskupi w rzeczywistości politycznej Polski „ludowej”, Warszawa 2020, Wydawnictwo IPN
- Episkopat Polski wobec stosunków państwo-Kościół i rzeczywistości społeczno-politycznej PRL 1970–1989, Warszawa 2019, Wydawnictwo IPN
- (redakcja) Księża dla władzy groźni. Duchowni współpracujący z opozycją 1976–1989, Warszawa 2019, Wydawnictwo IPN
- (redakcja, wspólnie, z Ewą Czaczkowską) Prymas Stefan Wyszyński a Niepodległa. Naród-patriotyzm-państwo w myśli i nauczaniu Prymasa Tysiąclecia, Warszawa 2019, Wydawnictwo IPN
- (redakcja, wspólnie z Sebastianem Ligarskim)Twórczość na zamówienie, Warszawa 2019, Wydawnictwo IPN
- (współautorzy: Beata Mackiewicz, Dominik Zamiatała) Kardynał Stefan Wyszyński 1901–1981, Warszawa 2019, Wydawnictwo IPN
- (redakcja i wstęp) Stefan Wyszyński, Pro Memoria t.7: 1960, Warszawa 2019, Wydawnictwo IPN
- (redakcja, wspólnie z Maciejem Urbanowskim) Literatura i polityka po 1989 r., Kraków 2017, Ośrodek Myśli Politycznej
- (współautor: Józef Marecki) Kościół katolicki w Polsce pod rządami komunistów, Warszawa 2017, Wydawnictwo IPN
- (współautorzy: Konrad Białecki, Rafał Reczek, Elżbieta Wojcieszyk) Arcybiskup Antoni Baraniak 1904–1977, Poznań-Warszawa 2017, Wydawnictwo IPN
- Komuniści i Kościół w Polsce „ludowej” w perspektywie centralnej i krakowskiej, Warszawa 2016, Wydawnictwo von borowiecky
- (redakcja, wspólnie z Janem Żarynem), Obchody Millenium na Uchodźstwie. W pięćdziesiątą rocznice (1966–2016), Warszawa 2016, Senat RP, Wydawnictwo UKSW, Wydawnictwo IPN
- Polityka władz PRL wobec Kościoła katolickiego w województwie krakowskim w latach 1980–1989, Kraków 2016, Wydawnictwo IPN
- (redakcja, wspólnie z Bogdanem Szlachtą) Polskie wizje i oceny komunizmu po 1939 r., Kraków 2015, Ośrodek Myśli Politycznej
- (redakcja) Stosunki państwo-Kościół w Polsce w latach 1944–2010. Studia i materiały, Kraków 2013, Księgarnia Akademicka, Wydawnictwo IPN
- Pielgrzymki Jana Pawła II do Krakowa w oczach SB. Wybór dokumentów, Kraków 2012, Wydawnictwo IPN

## Nagrody i wyróżnienia:
- 2024: Laureat Nagrody dla najlepszej publikacji z zakresu katolickiej nauki społecznej przyznana przez Stowarzyszenie Civitas Christiana za publikacje: Słownik biograficzny polskiego katolicyzmu społecznego, t.1-7, red. R. Łatka, Warszawa 2024[9]
- 2023: Laureat Wyróżnienia w konkursie Stowarzyszenia Wydawców Katolickich Feniks w kat. Historia za książkę: R. Łatka, Prymas Stefan Wyszyński w realiach PRL, Warszawa 2022[10]
- 2022: Laureat Wyróżnienia w konkursie Książka Historyczna Roku im. Oskara Haleckiego w kategorii „Najlepsze wydawnictwo źródłowe poświęcone historii Polski i Polaków w XX wieku” za książkę: „Dialog należy kontynuować…”. Rozmowy operacyjne Służby Bezpieczeństwa z ks. Henrykiem Gulbinowiczem 1969–1985. Studium przypadku, wybór, wstęp, oprac., Rafał Łatka, Filip Musiał, Warszawa–Kraków 2020[11]
- 2021: Laureat Nagrody Prezesa Rady Ministrów, w kategorii - wysoko ocenione osiągnięcia naukowe będące podstawą nadania stopnia doktora habilitowanego za publikację „Episkopat Polski wobec stosunków państwo-Kościół i rzeczywistości społeczno-politycznej PRL 1970-1989”, Warszawa 2019[12]
- 2021: Laureat  Nagrody Stowarzyszenia Wydawców Katolickich FENIKS w kategorii Historia (za książkę: Słownik biograficzny polskiego katolicyzmu społecznego, t. 1)[13]
- 2020: Laureat  Nagrody Stowarzyszenia Wydawców Katolickich FENIKS w kategorii Historia (za książkę: Episkopat Polski...)[14]
- 2020: Laureat  Nagrody Stowarzyszenia Wydawców Katolickich FENIKS w kategorii Historia- „Niepodległa” (za książkę: Prymas Wyszyński a Niepodległa...)[14]
- 2020: Laureat  Nagrody Stowarzyszenia Wydawców Katolickich FENIKS w kategorii Edytorstwo-album (za książkę Kardynał Stefan Wyszyński...)[14]
- 2019: Laureat nagrody Książka Historyczna Roku im. Oskara Haleckiego w kategorii „Najlepsza książka naukowa poświęcona dziejom Polski i Polaków w XX wieku” w 2019 r.[15] (za książkę: Episkopat Polski...)
- 2019: Nominacja do nagrody Książka Historyczna Roku im. Oskara Haleckiego (za książkę: Kardynał Stefan Wyszyński...)[16]
- 2018: Laureat Nagrody Stowarzyszenia Wydawców Katolickich FENIKS w kategorii „Niepodległa 2018” (za książkę: Arcybiskup Antoni Baraniak...)[17]
- 2018: Nominacja do nagrody Książka Historyczna Roku im. Oskara Haleckiego (za książkę: Arcybiskup Antoni Baraniak...)[18]
- 2018: Nominacja do nagrody Książka Historyczna Roku im. Oskara Haleckiego (za książkę: Komuniści i Kościół...)[19]
- 2017: Laureat nagrody im. profesora Ryszarda Bendera[20] (za książkę: Polityka władz PRL...)
- 2015: Wyróżnienie w konkursie im. Władysława Pobóg-Malinowskiego na Najlepszy Debiut Historyczny roku za pracę doktorską[21]